# 淡谷のり子
淡谷 のり子（あわや のりこ、1907年〈明治40年〉8月12日 - 1999年〈平成11年〉9月22日）は、青森県青森市出身の日本の女性歌手。
日本のシャンソン界の先駆者として知られ、愛称は「ブルースの女王」。叔父は政治家の淡谷悠蔵。

## 略歴
青森県立青森高等女学校中退後、上京して東洋音楽学校（現・東京音楽大学）ピアノ科に入学、後に声楽科に編入する。同声楽科では荻野綾子、久保田稲子に師事。
1929年（昭和4年）に同声楽科を首席で卒業。同年春に開催されたオール日本新人演奏会（読売新聞主宰）で歌唱し、「10年に一度のソプラノ」と絶賛された。
1930年（昭和5年）にポリドールから『久慈浜音頭』で歌手デビュー。翌1931年に日本コロムビアへ移籍し、いわゆる古賀メロディーの『私此頃（このごろ）憂鬱よ』がヒットし、流行歌手としてその名が知られるようになった。1935年（昭和10年）に発表した、シャンソン曲『ドンニャ・マリキータ』がヒットしたことから、日本におけるシャンソン歌手の第1号となった。
日中戦争が勃発した1937年（昭和12年）に発売した『別れのブルース』が100万枚を超える大ヒットとなり、一気にスターダムへ駆け上がった。翌1938年（昭和13年）に発売した『雨のブルース』は、満州の将兵たちに熱狂的に受け入れられるなどしてこちらもヒット。1939年（昭和14年）に始まった第二次世界大戦中は、歌手として慰問活動を積極的に行い、戦後を迎えた。
1953年（昭和28年）の第4回NHK紅白歌合戦に初出場と同時に紅組のトリを務めた（ただしトリに関しては異説あり）。この頃から、テレビのオーディション番組の審査員やバラエティー番組にも出演して活躍の場を広げたが、番組ではプロ意識の高さもあって辛口コメントをするようになる（後述）。
1971年（昭和46年）に第13回日本レコード大賞特別賞、1972年（昭和47年）に紫綬褒章などを受賞（受賞歴について詳しくは賞歴の欄を参照）。1979年（昭和54年）には津軽三年味噌（かねさ）の広告に出演し、淡谷が口にしたコピー「たいしたたまげた!」（青森の方言で「とても驚いた!」）は、当時の流行語にもなった。
1980年代から1990年代にかけて、フジテレビ「ものまね王座決定戦」の名物審査員として出演し、辛口評価を含めて若者からも人気となる。
その後85歳で新曲を発表するなど、晩年まで歌手として精力的に活動を続けた。しかし1993年（平成5年）に脳梗塞で倒れた影響で、以後体調などが悪化して仕事を控えるようになった。
1999年（平成11年）9月22日に老衰のため自宅で死去。92歳没。

## 人物

### 生い立ち～荻野との出会い
淡谷は1907年（明治40年）に、青森県青森市の豪商「大五阿波屋」（だいごあわや）の長女として生まれた。しかし、僅か3年後の1910年（明治43年）の「青森大火」によって店が焼失し、父は再建を目指すも放蕩癖が災いして淡谷が10代の頃には実家が破産する。1923年（大正12年）に高等女学校を中退後、父に愛想を尽かした母・妹と共に上京した。当時淡谷も母も声楽家を希望し、淡谷が三浦環のファンだったため「音楽教師になって、余暇で三浦のようなクラシック音楽を楽しむ女性になれれば」と考えて東洋音楽学校を志望した。しかし、校長の「声楽なんてお前さんには難しくて出来ないよ」との一声で同校ピアノ科へ入学することとなった。
ピアノ科へ入学後、荻野綾子が担当する講義にて教則本を歌った後に彼女から「あとでちょっと来なさい」と声を掛けられ、数日後に声楽科への編入試験が行われることを知る。受験生は17名で合格予定者は1人という狭き門だったが「もし不合格でも予科からは君だけ。あとは本科（の学生）だから不合格でも少しも恥ずかしくない」と受験を薦められるも難色を示した。試験当日、荻野から別の生徒を通じて「先生が『必ずいらっしゃい』と言っている」と告げられ、観念して試験会場に向かって受験すると、合格したのは淡谷だった。これによって淡谷はピアノ科から声楽科へ編入し、荻野自ら指導を行う形でクラシック音楽の基礎を徹底的に学び、オペラ歌手を目指した。
しかし、実家が徐々に貧しくなっていったために学校を1年間ほど休学し、1924年3月から絵画の裸婦モデルを務めるなどして生活費を稼ぐ。当時の淡谷は「霧島のぶ子」と名乗っており、同時期に淡谷の裸婦像を描いた画家として岡田三郎助、田口省吾、前田寛治がいる。なかでも田口は、淡谷が音楽学校を休学していることを知ると学費を捻出するなど献身的にサポートした。

### 久保田との出会い～10年に一人のソプラノ
1926年（大正15年・昭和元年）に東洋音楽学校に復学するが、荻野は1924年（大正13年）から同棲相手の深尾須磨子と共にフランスへ渡っており、淡谷への指導の後任としてリリー・レーマンの弟子でもある久保田稲子を指名していた。久保田は、初対面で挨拶に来た淡谷に対して毅然とした口調で「これからは私と共に勉強してちょうだい。本気で勉強すると約束してくれるなら、私は他の人にはレッスンしません。あなた一人だけを教えます」と宣言し、同時に荻野から直々に淡谷の指導を頼まれ、受諾したことを明かす。久保田からの思いがけない言葉と荻野の配慮に淡谷の眼には涙が浮かび、久保田と共に二人三脚で学んでいく。当初音階通りの声が出せない苦しさに泣きながらも、久保田の指導によりやがて高音域（ファルセット）の歌唱を体得した。努力の甲斐あって淡谷は声楽科を首席で卒業し、卒業年1929年（昭和4年）春に開催されたオール日本新人演奏会（読売新聞主宰）では母校を代表し（「魔弾の射手」の「アガーテのアリア」を歌ったとされる）、「十年に一人のソプラノ」と絶賛された。
世界恐慌が始まる頃、淡谷は卒業後もそのまま母校に残り、研究科に籍を置く。母校主宰の演奏会ではクラシック歌手として活動するがそれだけでは生計が立たず、家計を支えるために流行歌も歌った。1930年（昭和5年）1月には新譜としてポリドールから新民謡路線のデビュー盤である「久慈浜音頭」が発売され、キングレコードでは小松平五郎が作曲の「マドロス小唄」などを吹き込んだ。同年6月には東京・浅草の「電気館」のステージに立ち、そのまま映画館の専属として歌う。
先の通り流行歌手となったが、当時東洋音楽学校出身の声楽家の流行歌は、東京音楽学校（現・東京芸術大学）出身の声楽家が歌う流行歌よりも低い価値で見られていた。これにより淡谷も「低俗な歌を歌った」ことが堕落と見なされ、母校の卒業名簿から抹消されてしまったという（後年になって復籍している）。

### コロムビアからスターダムへ
1931年（昭和6年）に移籍した日本コロムビアでは、映画の主題歌を中心に外国のポピュラーソングを吹き込んだ。1935年（昭和10年）の「ドンニャ・マリキータ」はシャンソンとしてヒットし、淡谷は日本におけるシャンソン歌手の第1号となる。1936年（昭和11年）には、ハンガリーのシャンソンである『暗い日曜日』をカバーした。
1937年（昭和12年）の「別れのブルース」は、前年1936年（昭和11年）に淡谷の歌声を気に入った作曲家・服部良一が、“彼女に日本のブルースを歌わせたい”と思ったことがきっかけで制作された。この曲の吹き込みではブルースの情感を出すため、一晩中煙草を吸って（飲酒もしたとされる）一睡もせずにわざと喉を潰してそのままレコーディングに訪れ、ソプラノの音域をアルトへ下げて歌った。
同曲以後も数々の曲を世に送り出して名を轟かせたが、この頃のバックバンドのメンバーには、「日本のジャズの父」と言われたティーブ・釜萢の他、ピアニストには淡谷と1931年に結婚（1935年〈昭和10年〉に離婚）する和田肇がいた。

### 戦時中の慰問活動
売れっ子となっても反骨精神を忘れなかったこともあり、1939年（昭和14年）頃からの第二次世界大戦中の慰問活動では軍部の命令に従わなかった。具体的には「もんぺなんか履いて歌っても誰も喜ばない」「化粧やドレスは贅沢ではなく、歌手にとっての戦闘服」という信念の元、戦時中は禁止されていたパーマをかけ、ドレスに身を包んだ。美輪明宏は後年、淡谷が戦地へ慰問した際に憲兵と喧嘩した話を聞いたという。「憲兵から『貴様の化粧は何だ!素顔で歌え』と言われたが、『素顔で出たら（本人の場合）目がどこにあるかわかりません。化粧は目の位置を表す目印』と返したそうです」と話している。
慰問先での淡谷は、軍歌は絶対に歌わず、死地に赴く兵士らの心を慰めながら「別れのブルース」などを歌っていた。淡谷の歌を聴き終えた青年兵士たちは拍手を惜しまず、彼女の手を痛いほど握りしめてから出撃していったという。また、英米人の捕虜がいる場面では「日本兵に背を向け、彼らに向けて敢えて英語で歌唱する」「恋愛ものを多く取り上げる」といった行為を続けた結果、帰国後に書かされた始末書は数センチもの厚さに達したという。淡谷は晩年に、軍歌と後に流行することとなる演歌を嫌う理由としてこのようなコメントを残している。

### バラエティー進出と辛口発言

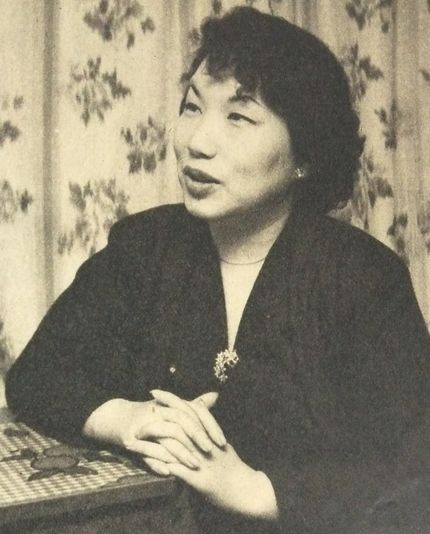
1953年

戦後はテイチク、ビクター、東芝EMIと移籍を繰り返しながらも活躍を続け、やがてファルセット唱法で歌うようになったという。
1953年（昭和28年）の第4回NHK紅白歌合戦に初出場を果たすと、NHKの公式資料によれば初出場でありながら紅組のトリを務めたという。紅白歌合戦において、第1回を除いて初出場でトリを務めたのは2022年（令和4年）現在でも淡谷が唯一である。淡谷はこれ以降、自身が歌うだけでなく審査員など他人を評価する立場としての活動が増え始め、オーディション番組の審査員やバラエティー番組では音楽的な基礎を徹底的に学んできた自らの経験が影響して辛口なコメントが目立つようになり、1965年（昭和40年）の第16回NHK紅白歌合戦では出場歌手について「もっと歌を勉強するように」と苦言を呈して話題となった。さらに「いまの若手は歌手ではなく『歌屋』に過ぎない。歌手ではなく『カス』」と発言し、賛否両論を巻き起こしたとされる。それ以外にもいわゆる「大物」とされるような歌手であっても淡谷自身が嫌いな歌手に関してはテレビ番組などで堂々と公言しており、1970年代前半に務めた全日本歌謡選手権（よみうりテレビ）の審査員においては、この番組から世に出た五木ひろしについて同じ審査員だった山口洋子が高得点を付けたものの、淡谷は落とす方に回ったと述懐している。
淡谷が特に嫌悪していたのは昭和後期に見られた内容の暗い演歌で、歌手単体では五木の他には八代亜紀、曲では都はるみの「北の宿から」に対しても不快感を示した。反対に複数の歌手や作品に対しては高く、もしくは一定の評価を下しており、森進一・森昌子など大衆に「演歌歌手」と認知されている歌手を高く評価したこともある。他にも「人間性が好き」という理由で北島三郎や水前寺清子、布施明、小柳ルミ子、ちあきなおみ、岩崎宏美、ジュディ・オング等の歌唱力を評価したり、五輪真弓の「恋人よ」を自身のレパートリーに取り入れていた。他にも、シャンソンの祭典「パリ祭」に参加していた山本リンダに対しても絶賛していたが、淡谷自身が嫌いだとしていた曲については、たとえ交流があった前述の歌手らに対しても公言していたという。

### 若者からの支持～ものまね王座の審査員として
1980年代に入るとフジテレビ「ものまね王座決定戦」の審査員として出演し、辛辣な評価が若者を含めた視聴者の間で話題になると同時に番組の名物にもなった。特に清水アキラが披露する下品かつ悪ふざけに近い物真似には非常に厳しい表情を見せ、低い点数を与えていた。その一方、コロッケのコミカルなネタや栗田貫一の｢もしもシリーズ｣のネタには厳しいスタンスを保ちながらも破顔一笑する温かみを見せていた。同じフジテレビの番組としては、小堺一機が司会を務めていたバラエティー番組「ライオンのいただきます」にも度々出演し、「自分の母親に似ている」という原ひさ子と仲良くなったという。スタジオでも淡谷が原の手を引いて歩くほどだったが、実は淡谷の方が年上だったというエピソードがある。
その後も85歳で新曲を発表するなどテレビやコンサートで精力的に活動を続けたが、長年の音楽仲間で戦友ともいえる藤山一郎、服部良一が相次いで死去した1993年（平成5年）に脳梗塞で倒れる。これにより軽度ではあったものの言語障害や手足の麻痺が残り、以後体調が悪化したことから仕事への意欲を失い始めた。また、自身が出演したライブの音声を録音したテープを聞いたところ、「これでは人様に聴かせられない」と絶句して一線を退く決意をしたとも言われ、メディアへの露出が無くなった。

### 晩年～死去
晩年の1996年（平成8年）には寝たきりとなり、療養生活を送るようになった。2歳歳下の実妹・淡谷とし子がピアノ教師の職を辞して、老老介護を担う。同年8月、菅原洋一、島倉千代子、五輪真弓ら後輩歌手によって淡谷の米寿記念コンサート「淡谷のり子さんの米寿を祝う会～ベージュ色のステージ～」が東京プリンスホテルで催され、久々に公の場へ姿を見せた。このコンサートにおいて森進一に『別れのブルース』を、美川憲一に『雨のブルース』を「それぞれ形見分けでは無いですが差し上げます。歌っていって下さい」と発言し、大きな話題を呼んだ。しかしこの形見分けは周囲が勝手に御膳立てしたもので、淡谷本人やとし子は全く知らされておらず、報道後も形見分けなどは一切認めていなかった。そして、コンサートの最後に全員で「聞かせてよ愛の言葉を」を合唱したのが、淡谷が公の場で歌唱した最後となった。最晩年の1998年（平成10年）10月には故郷・青森県青森市の名誉市民に選ばれ、推戴式に車椅子姿で出席したのが公の場での最後の姿となった。
1999年（平成11年）9月22日午前4時30分、老衰のため東京都大田区上池台の自宅で死去した。92歳没。淡谷の死はスポーツ紙のみならず一般紙でも一面で報じられ、複数の追悼番組が放送されたほか、多くの雑誌で追悼記事が掲載され、後輩歌手から悲しみのコメントが相次いだ。同年10月、東京・護国寺で音楽葬が営まれ、祭壇は『雨のブルース』の音符を模した飾りが施された。その後青森市の三内霊園に埋葬された。ステージ衣装が一着のみではあるが、群馬県渋川市の日本シャンソン館に展示されている（2006年6月現在）。

## 人物・エピソード

### 淡谷の歌声
前述のように淡谷は声楽の基礎を徹底的に学んで身につけていたため、胸声一本ではなくハイトーンを失わないところに歌唱技術の深さがあった。その声量は、若い頃はオーディションにおいてマイクの前に立って歌った経験が無く、声量を抑えずにホールで歌うように歌唱したところ、あまりの声量に不合格になったほどだったという。その後、歌手としてデビューしてからは自身で立ち位置をしっかり作り、マイクの前では微動だにしない歌唱スタイルを維持した。さらに淡谷は晩年まで毎日の発声練習を欠かさず、1983年（昭和58年）にはディック・ミネと「モダンエイジ」をレコーディングし、2人合わせて150歳（当時）の世界最高齢デュオとなった。
淡谷の歌声について美輪明宏からは、「声の美しいシャンソン歌手は世界に何人もいますが、彼女ほど美しく妖しげな声はただ一人だと思います。彼女の声自体が『美』。宝石に例えるならトップクラスのダイアモンドですね。鈴を振っているような、とても心地良く震える（ビブラート）歌声でした」と評されている。

### 性格など
叔父の淡谷悠蔵は淡谷の性格について「のり子はジョッパリでなくカラキズだ」と評したことがある。ジョッパリとは青森弁で「強情張り」の意味で、カラキズは「それ以上の強情張り」という意味とされる。一本芯が通っていたが人の好き嫌いが激しい性格で、先述の通りテレビ番組では「あなた嫌いよ」などと歯に衣着せぬ発言をしていた。これについて美輪は、「他の人はどうあれ（他者が第三者をどう評価するかは関係なく）、淡谷さんは自分なりの生き方を貫く、真の意味でのエンターテイナーでした」と評している。

### 交友関係
先述の通り1982年（昭和57年）に「恋人よ」をカバーしているが、その前年に原曲歌手の五輪真弓と初対面しており、五輪は淡谷について「とても礼儀正しく優しい人だなという印象を受けました。当時、淡谷さんは歌番組の審査員をされていて辛口で知られていましたから、その印象と普段のギャップに驚きました。淡谷さんは『恋人よ』を気に入っておられ、特に『“冗談だよと笑ってほしい”の歌詞が好き』とおっしゃられたことを覚えています」と回想している。
長年に渡って公私共に親しかった美川憲一によると、「普段の淡谷さんの人柄はかわいい」と評している。ある日、美川が淡谷と五輪が少し似ていることを指摘すると「だから好きなのよ」と微笑んだという。また、淡谷が85歳の頃に2人で外食した際に男性店主を気に入り、美川に「あの人いい男だね」と目をキラキラさせながら話した。食事を終えた後、淡谷は「美味しいもの食べて、いい男を見て幸せだよ」と満面の笑みを浮かべていたという。
ジャズピアニスト・和田肇との結婚について、淡谷は後に「結婚を決める際、『恋人と歌の先生の二つを手に入れたい』という妙な打算があったのね。全ては歌のためだった」と語ったことがある。和田との離婚後は1999年（平成11年）に死去するまで独身だったが、淡谷には一人娘・重村奈々子（1938年〈昭和13年〉生まれ）がいる。ただし娘は和田との間の子供ではなく、奈々子の父親が誰かは終生公表しなかった。和田とは1935年（昭和10年）に離婚した。

### その他
青森にいた10代の頃は、将来の夢は作家か新聞記者になることだった。しかし、上京前後に音楽好きな母の影響を受けて音楽の道に進むことになった。
1923年（大正12年）に青森から上京した後は東京・恵比寿に住んでいたが、同年9月1日に関東大震災が発生した。ただし直接被害に遭ったかは不明である。
歌手デビュー前にヌードモデルを務めたことについて、淡谷は「当時私ほど売れたヌードモデルはないの。多分、津軽女の肌の白さが気に入られたんでしょうね」と語ったことがある。
戦前はシャンソンやブルースだけでなく、タンゴ曲の『別れのタンゴ』『傷心の歌』などもリリースしたことから、当時は『タンゴの女王』とも呼ばれていた。
1936年以降、長年大田区池上洗足町（現在の上池台）に居を構えていた。当時としては珍しいシトロエンを愛車とし、瀟洒な洋館には東郷青児、藤田嗣治、竹久夢二といった錚々たる画家が描いた淡谷の肖像画が飾られていたというが、1945年5月25日の空襲で全て灰燼に帰したという。戦後淡谷はこの地に自宅を再建し、長らく住んでいた。
晩年である1990年代には、ゲルマニウム美容ローラーの広告に死去するまで契約を結んでいた。一時期は淡谷が愛用している旨の広告が盛んに流れたために、前述の清水やコロッケが物真似を披露する際に小道具として使用していた。淡谷が脳梗塞で倒れ、メディアへの露出が減った際には広告に「復帰はもう少し待ってくださいね」とメッセージを寄せ、淡谷の没後には「ありがとう 淡谷のり子さん」と追悼広告を出す程の仲だった。
仕事場でもプライベートでもおしゃれ好きで、ラジオ番組に出る時でさえキレイなドレスを着て現場に臨んでいた。ドレスやイヤリング、ネックレスなどに生涯で費やした総額は、現在の貨幣価値に換算して約8億円とされる。
バービー人形が好きで、本人が着用した舞台衣装と同じものを小さく仕立てて人形に着せていた。
淡谷の物真似をするものまねタレントのコロッケは彼女の没後、彼女の物真似の封印を検討していた。しかし、淡谷の実妹である淡谷とし子から「若い世代の人にも淡谷の名前を知ってもらいたい」と言われたことから、没後20年以上が経過した現在でも淡谷の物真似を披露している。

## 賞歴
- 1971年：第13回日本レコード大賞特別賞
- 1972年：紫綬褒章受章
- 1972年：佐藤尚武郷土大賞
- 1976年：NHK放送文化賞（第27回）
- 1978年：青森市制施行八十周年記念文化賞
- 1978年：日本レコード大賞特別賞
- 1979年：勲四等宝冠章受章
- 1983年：芸能功労者表彰（第9回）
- 1987年：日本作詩大賞特別賞（第20回）
- 1998年：青森市の名誉市民（4人目、女性では初）[11]

## 代表曲
| - 久慈浜音頭（1930年）※デビュー曲 - 夜の東京（1930年） - ラブ・パレード（1930年）※映画『ラヴ・パレード』より - 私此頃憂鬱よ（1931年/26486）古賀政男作曲 - 嘆きの天使（1931年）※映画『嘆きの天使』より - 赤い唇（1932年1月/26698）古賀政男作曲 - 野球シャンソン（1932年6月/26899）奥山定吉作曲 - 二人の恋人（1933年） - 私の故郷（1933年） - 横浜小唄（1933年11月/27631）江口夜詩作曲 - ヴェニ・ヴェン（1934年） - 青い小径（1934年） - ヴォルガマーチ w/中野忠晴（1935年1月/28163） - ドンニャ・マリキータ（1935年4月/28326） - ポエマ（1935年5月/28372） - 楽しいランデブー w/中野忠晴（1935年6月/28372） - ヒターナ・ヒターナ（1935年7月/28437） - 思い出のカプリ（1935年） - バルセロナ（1935年） - 伊太利の庭（1935年） - ジーラ・ジーラ（1935年） - 曠野を行く w/中野忠晴（1935年12月/28666）江口夜詩作曲 - リラは咲けど（1936年1月/28709） - ダーダネラ（1936年） - あこがれのキャロライナ（1936年2月/28758） - テレジーナ（1936年） - モルーチャ（1936年4月/28833） - おしゃれ娘（1936年4月/28835）服部良一作曲 - 巴里祭（1936年7月/28951） - 暗い日曜日（1936年） - 悲歌（1936年9月/29052） - 涙の踊り子（1936年10月/29081） - 別れのブルース（1937年6月/29384）服部良一作曲 - マディアナ（1937年） - アマポーラ（1937年6月/29387） - 秋のブルース（1937年9月/29528）杉山長谷夫作曲 - 私のトランペット（1937年10月/29539）服部良一作曲 - さよならも言わずに（1937年） - ジプシーの嘆き（1938年2月/29672） - 人の気も知らないで（1938年3月/29698） - バンドネオンに寄せて（1938年4月/29716） - 雨のブルース（1938年5月/29761）服部良一作曲 - 日暮れの窓で（1938年8月/29888）池田不二男作曲 - 想い出のブルース（1938年9月/29909）服部良一作曲 - ヴェニ・ヴェニ（1938年） - ヴェノスアイレスの歌（1938年） - ルムバ・タムバ（1938年12月/30087） - 誕生日の午後（1939年） - 青い部屋（1939年3月/30156）服部良一作曲 - わが子想えば（1939年5月/30227）中川栄三作曲 - 祇園ブルース（1939年5月/30243）佐々紅華作曲 - 東京ブルース（1939年8月/30291）服部良一作曲 - エスパニア・カーニ（1939年9月/30354） - 鈴蘭物語（1939年11月/30395）服部良一作曲 - ラ・クムパルシータ（1939年12月/30471） - 夜のプラットホーム（1939年）※吹き込みは済ませたが、検閲により発売禁止 - 待ちましょう（1940年） - 散りゆく花（1940年4月/100014）服部良一作曲 - 満州ブルース（1940年9月/100097）服部良一作曲 - すずかけの道（1941年） - 牧場の我が家（1942年） - たそがれのマニラ（1943年1月/100812） | - 嘆きのブルース（1948年） - 君忘れじのブルース（1948年） - 白樺の小径（1951年） - 聞かせてよあまい言葉を（1951年） - 人の気も知らないで（1951年） - 待ちましょう（1951年） - 暗い日曜日（1951年） - 巴里祭（1952年） - 巴里の屋根の下（1952年） - マリネラ（1952年） - 枯葉（1952年） - 二人の恋人（1952年） - ラ・セーヌ（1952年） - リラの花咲く頃（1952年） - マイ・ショール（1952年） - ルンバ・タンバ（1953年） - ジーラ・ジーラ（1953年） - ドニャ・マリキータ（1953年） - ポエマ（1953年） - 小雨降る径（1953年） - パダム・パダム（1953年） - マイア（1953年） - ロマンス（1953年） - 愛の讃歌（1953年） - 雨のプラットホーム（1954年） - 別れの曲（1955年） - 夜のタンゴ（1955年） - マリア・ラ・オ（1959年） - 私の悲しい恋（1959年） - アディウ（1959年） - 忘れられないブルース（1960年） - 遠い日のブルース（1963年） - 昔一人の歌い手がいた（1971年） - 灰色のリズム&ブルース（1971年） - シャルメーヌ（1978年） - ラスト・ソング（1982年） - モダン・エイジ（1982年）※ディック・ミネとの共唱 - 雨の日の別離（1982年） - 昨夜の男（1982年） - 哀訴（1982年） - 恋人よ（1982年） - 抱いて（1992年） - 揺り椅子（1993年） - 昔一人の歌い手がいた（1999年）※CD化 |

## 主な出演作品

### テレビ番組
⚫︎暴れん坊将軍♯92 天下を狙う大姐御　妙諦役（特別出演）
- 全日本歌謡選手権（よみうりテレビ）
- 日清ちびっこのどじまん（フジテレビ）
- 桃色学園都市宣言!!（フジテレビ）
- ライオンのいただきます（フジテレビ）
- ものまね王座決定戦（フジテレビ）（それ以外にも、火曜ワイドスペシャルの枠に不定期出演していた）
- にっぽんの歌（テレビ東京）
- 全日本そっくり大賞（テレビ東京）
- ダウンタウンのごっつええ感じ（フジテレビ）
- やじうま寄席（日本テレビ）
- ダントツ笑撃隊!!（日本テレビ）初期のみ
- たけし・さんま世紀末特別番組!! 世界超偉人伝説（日本テレビ）
- 新伍の演歌大全集（日本テレビ）
- 森田一義アワー 笑っていいとも!（1983年2月28日・1987年1月6日・1991年6月3日、フジテレビ）- テレフォンショッキングゲスト

### テレビドラマ
- おやじの台所（1981年、テレビ朝日）- 南条小百合役
- 火曜サスペンス劇場「二度目のさよなら」（1985年、日本テレビ / PDS）- 西洋館の婦人役 ※特別出演
- 日立テレビシティ「昭和ラプソディ」（1985年、TBS）※特別出演
- 夏樹静子サスペンス「二度とできない」（1986年、関西テレビ）
- 金曜女のドラマスペシャル 心はロンリー気持ちは「…」V（1987年、フジテレビ）
- 月曜ドラマランド オバの魔法使い（1987年8月10日、フジテレビ）

### ラジオドラマ
- 湧然の柵（1975年11月16日、文化放送）

### 映画
- 果てしなき情熱（1949年、東宝） - ブルースを唄う女
- ロッパ歌の都へ行く（1939年、東宝） - コロムビア流行歌手 淡谷のり子

### 広告
- かねさ「かねさ味噌」（1979年）
  - 淡谷は「大した、たまげた。津軽三年」と語る（※「大した、たまげた」は津軽弁で「大変、びっくりした」という意）。
- クラシエフーズ「カップしるこ」（1980年代）岩崎良美と共演。
- ライオン「ルック」（1982年 - 1983年）
  - 1982年は（年の暮れに遊んでいる人に対し、淡谷が）「こんな事してる場合じゃねぇんでしょ、暮れの掃除、済んだの？」と言ってルック製品を渡すCMが放映された[注 10]。
  - 1983年は明石家さんま、西川のりお、桂文珍とそれぞれ共演した[注 11]。
- 松下電器「カラオケ大賞」（1984年）
  - 音程審査員役で出演したが、司会者にその評価のことを聞かれると、淡谷は「ごめんなさい、寝てたのよ」と答えるオチがある。
- ユニオン通信「ゲルマニウム美容ローラー」（1988年 - 1989年）
- 東洋エクステリア「エクシオール」（1991年）

## 著書
- 『酒・うた・男 : わが放浪の記』春陽堂書店、1957年10月。
  - 『酒・うた・男 : わが放浪の記』〈潮文社新書〉、潮文社、1962年7月。
- 『いのち愛（かな）し』鏡浦書房、1959年9月。
- 『生きること、それは愛すること―人生は琥珀色のブルース ライフ・カレント』PHP研究所、1983年、ISBN 4569211356

昭和59年度、第4回日本文芸大賞受賞作品
- 『私のいいふりこき人生』海竜社、1984年3月1日。ISBN 4759301011。
- 『ニセモノとホンモノ』〈ムックの本〉、ロングセラーズ、1986年3月1日。ISBN 4845402238。
- 『一に愛嬌二に気転―「頭の悪い女」といわれないために』ごま書房、1987年、新版1992年、ISBN 4341015141
- 『歌わない日はなかった』「女の自叙伝」婦人画報社、1988年、ISBN 4573200088
  - 改題『淡谷のり子―わが放浪記』「人間の記録」日本図書センター、1997年、ISBN 4820542559
- 『私の遺言』フジテレビ出版、1994年、ISBN 459401593X
- 聞き手北川登園『淡谷のり子・いのちのはてに：最後の自伝』学習研究社、1995年、ISBN 4054002366
- 『生まれ変わったらパリジェンヌになりたい』早川茉莉編、河出書房新社、2023年、ISBN 4309031625

## その他
- 前田寛治「裸婦」、玉川近代美術館（愛媛県今治市）

## 淡谷のり子を演じた女優
- 秋吉久美子（ドラマ「もう一度別れのブルースを・淡谷のり子物語」、1991年）
- 井森美幸（ドラマ「さよなら李香蘭」、1989年）
- 太地喜和子（ドラマ「わが青春のブルース」、1981年）
- 片平なぎさ（TVドラマ「じょっぱり」 東海テレビ 1979年）
- ちあきなおみ（ドラマ「昭和ラプソディ」TBS　1985年）
- 高橋ひとみ（金曜エンタテイメント ドラマ「服部良一物語」内　①～別れのブルース～　1994年1月28日、フジテレビ）
- 夏樹陽子[12]
- 菊地凛子（NHK連続テレビ小説「ブギウギ」 2023年、「虎に翼」 2024年）淡谷をモデルとした「茨田りつ子」を演じた。

## NHK紅白歌合戦出場歴
| 年度/放送回               | 回 | 曲目                 | 出演順  | 対戦相手            | 備号     |
| ------------------------- | -- | -------------------- | ------- | ------------------- | -------- |
| 1953年（昭和28年）/第4回  | 初 | アデュー             | 17/17？ | 藤山一郎            | 紅組トリ |
| 1954年（昭和29年）/第5回  | 2  | 枯葉                 | 12/15   | 伊藤久男            |          |
| 1956年（昭和31年）/第7回  | 3  | ムルハ・タムバ       | 08/24   | ディック・ミネ      |          |
| 1957年（昭和32年）/第8回  | 4  | 雨の東京             | 06/25   | 伊藤久男（2）       |          |
| 1958年（昭和33年）/第9回  | 5  | ばら色の人生         | 21/25   | ディック・ミネ（2） |          |
| 1959年（昭和34年）/第10回 | 6  | 雨のブルース         | 19/25   | 灰田勝彦            |          |
| 1960年（昭和35年）/第11回 | 7  | 忘れられないブルース | 17/25   | 林伊佐緒            |          |
| 1961年（昭和36年）/第12回 | 8  | マリア・ラオ         | 19/25   | 伊藤久男（3）       |          |
| 1964年（昭和39年）/第15回 | 9  | 別れのブルース       | 19/25   | 伊藤久男（4）       |          |